# 顶骨
顶骨（英語：parietal bone）是组成颅骨的29块骨骼之一。位于头顶，左右各一块。两块顶骨间以矢状缝相连。前方通过冠状缝同额骨相连，后方通过人字缝与枕骨相连。

## 解剖構造
頂骨角：parietal eminence
冠狀縫：coronal suture
頂骨孔：parietal foramen
矢狀縫：sagittal suture
上顳線：superior temporal line
人字縫：lambdoid suture
下顳線：inferior temporal line
鱗狀縫：squamous suture

## 图片

顶骨的位置（绿色部位）。动画。
顶骨的形状。动画。
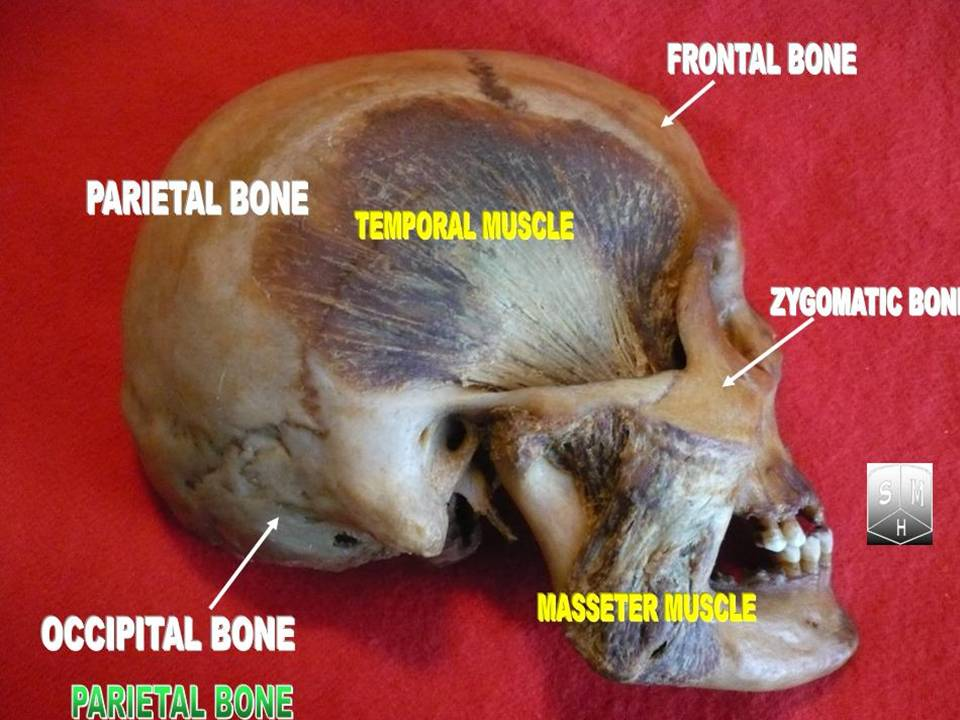
顶骨。
颅骨。
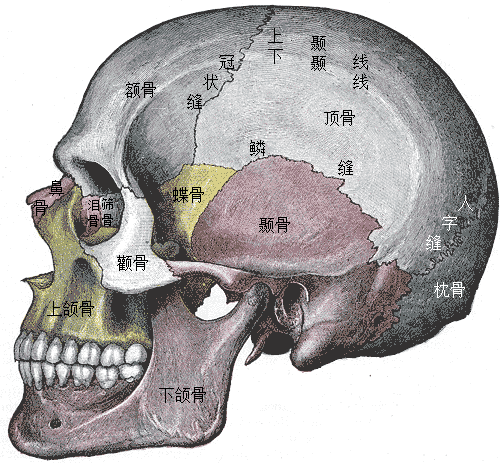
头骨的侧视图。
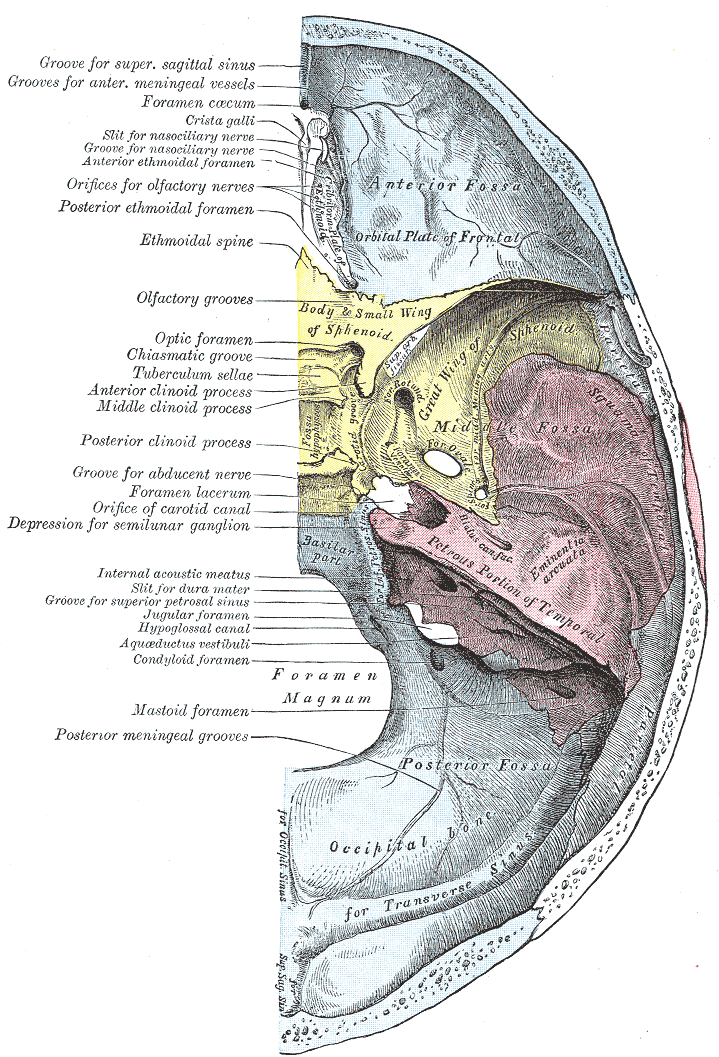
颅底。上表面。
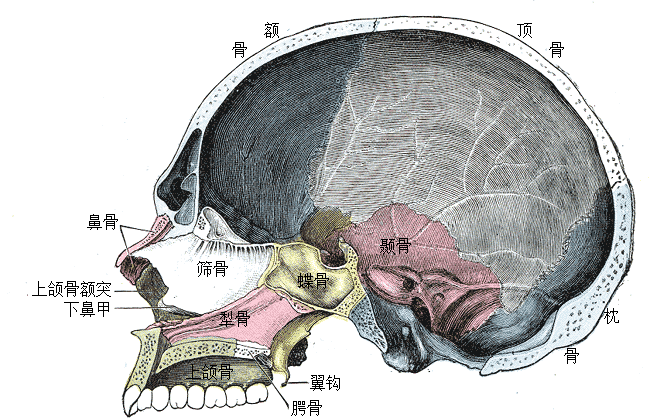
头骨縱切面。
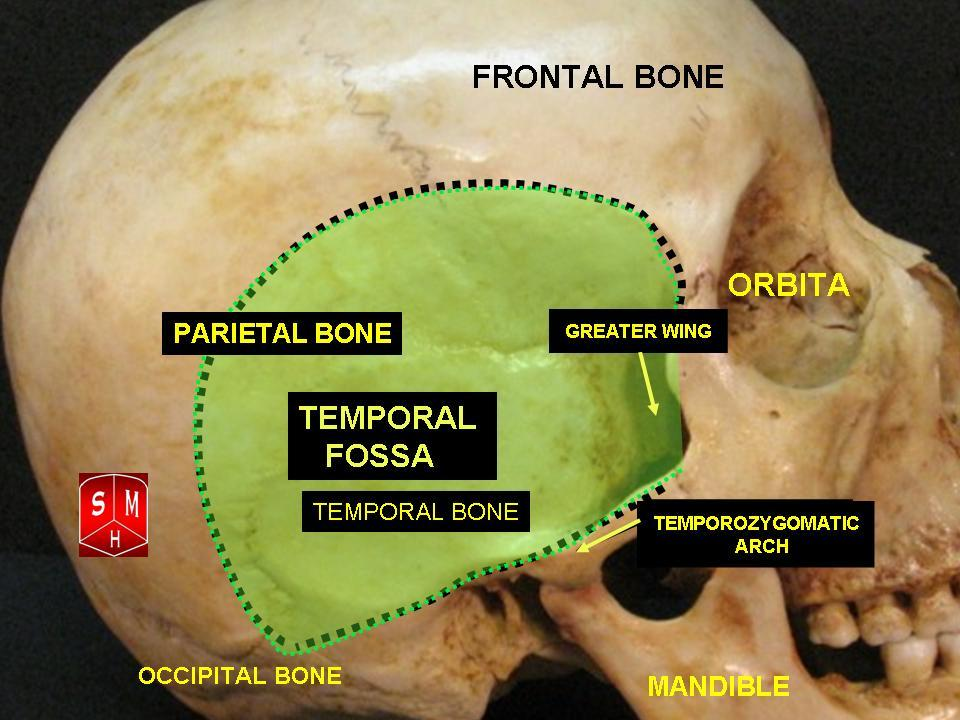
颞下窝和顶骨。
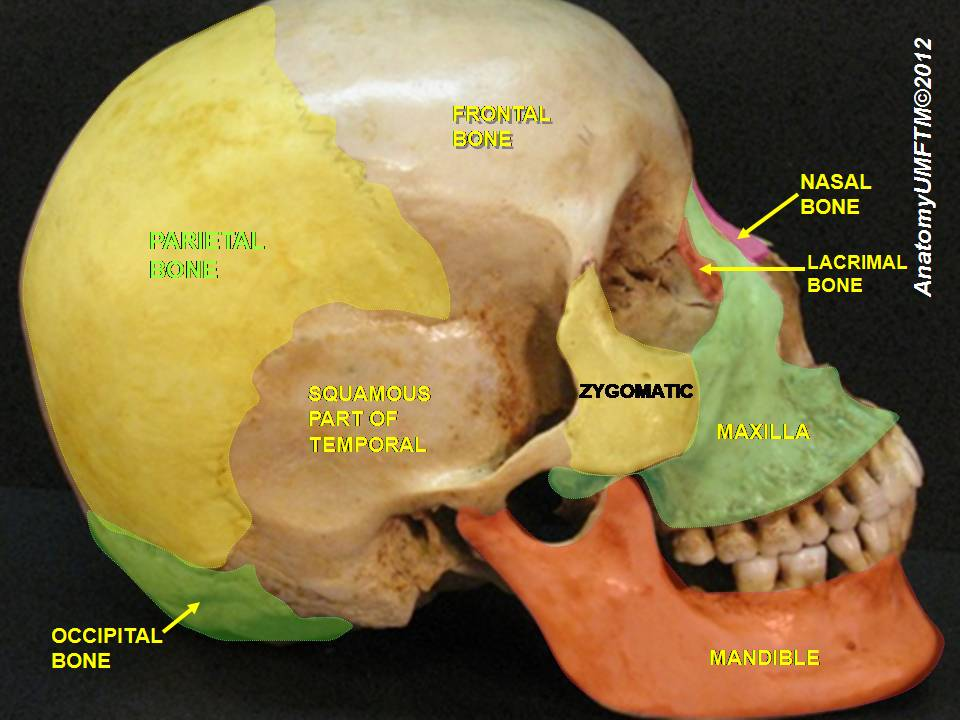
顶骨。

## 表面

### 外侧
突出而光滑，接近中心处有一隆起，称顶骨隆起（顶骨结节），指示骨化的起始点。
两条弓形曲线穿过骨中部，即上颞线和下颞线；前者提供颞筋膜的附着，后者指示颞肌起点的上限。
线以上的骨被帽状腱膜（颅顶腱膜）覆盖；线以下构成颞窝，并提供颞肌附着。
在背部接近上缘或矢状缘处为顶骨孔，中有一静脉通往上矢状窦，有时是枕动脉的一小分支；这不常出现，且其尺寸差别显著。

### 内侧
呈凹形，有压迹与脑回相对应，和大量脑膜中动脉分支经过的沟槽；自前下角向上或向后发出，或自矢状缘中部和后部发出。
沿上缘有一浅沟，两块骨各有一条，构成矢状缝，为上矢状窦之通道；矢状缝的边缘为小脑镰所附着。
邻近此沟处有些压迹，在老年人头骨中最明显，因蛛网膜粒（帕基奥尼氏体）的缘故。
若顶骨孔存在，沟中有其内口。

## 边缘
- 矢状缘，最长且最厚，齿状突出，左右顶骨之矢状缘合为矢状缝。
- 鳞状缘被分为三部分，如下：
  - 前部，细而尖锐，外表面为削面，与蝶骨大翼末端相叠。
  - 中部，弓形，外表面为削面，与颞鳞相叠。
  - 后部，厚且呈锯齿状，与颞骨乳突相连。
- 额缘，呈明显锯齿状，外表面上部和内表面下部均为削面，与额骨相连，构成冠状缝的一半，冠状缝与矢状缝交叉点造成T形，称前囟点。
- 枕缘，呈明显锯齿状，与枕骨连接，构成人字缝的一半，人字缝与矢状缝交叉点称为人字点。

## 角
- 额角几乎为直角，与冠状缝和矢状缝的交点相对应，这一点称为前囟点；在胎儿的头骨中这一地带为膜质，称前囟，在出生后约1.5年内都是如此。
- 蝶角（前下角），细且尖，被纳入额骨与蝶骨大翼的间隙中，内表面有一沟槽，脑膜中动脉之前支通过。
- 枕角，较圆，对应矢状缝与人字缝之交点，即人字点；胎儿的头骨这一地带为膜质，称后囟。
- 乳突角，为平切面，与枕骨及颞骨之乳突部连接，内表面有通横窦的沟，此处交点称星点。

## 骨化
顶骨在骨膜上从一个中心开始骨化，约在新生儿第八周时出现顶骨隆起。
骨化以放射状自中心向边缘逐渐扩展；角是最终定型的部分，也是囟门所在。
有时顶骨会分成上下两部分。

## 其他动物
在其他脊椎动物中，顶骨通常构成颅顶的中部或后部，靠在额骨背后。在多数非哺乳类四足动物中，顶骨后面还有后顶骨，后顶骨在颅骨中为独立的一块，或向后倾斜为颅骨背部的一部分，这取决于物种。在现存的大蜥蜴和很多化石种类中，有称为顶骨孔的小开口，这里是头骨中线上第三眼（比另两眼小得多）的所在。

## 外部連結
- 解剖學(Anatomy)-parietal bone(頂骨)